# LibreSSL
LibreSSL — бібліотека з реалізацією протоколів SSL/TLS. Ця бібліотека є продуктом команди OpenBSD, у рамках якого розвивається форк OpenSSL, націлений на забезпечення вищого рівня безпеки. До заснування форку спонукало виявлення вразливості heartbleed в OpenSSL.
З особливостей LibreSSL можна відмітити орієнтацію на якісну підтримку протоколів SSL/TLS з вилученням зайвої функціональності, залученням додаткових засобів захисту і проведенням значного чищення і переробки кодової бази.
Проєкт OpenBSD розробляє нативну редакцію пакету LibreSSL власне для OpenBSD і переносиму редакції для Unix-подібних систем.